# Bob Delaney (político)

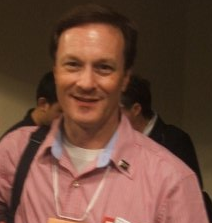
El Político Canadiense Bob Delaney

Bob Delaney es un político en Ontario, Canadá. Actualmente es miembro de la Asamblea Legislativa de Ontario, representante del distrito electoral de Mississauga West en el Partido Liberal de Ontario.
Delaney nació en Montreal, Quebec, y tiene un Bachelor of Science en física por la Universidad Concordia en esta ciudad. Él recibió un postgrado en administración de negocios por la Universidad Simon Fraser en la provincia de Columbia Británica en 1988, además recibió acreditación para la Sociedad Pública Canadiense de Relaciones. Vivió su juventud en Mississauga desde 1983.
Delaney trabajó en el diseño de webs durante gran parte de los 90, y en 2003 fue coautor del libro High Value IT Consulting, junto con Sanjiv Purba. Además impartió clases de negocios en la Universidad Ryerson. Bob además ha servido en el Board of Peel Multicultural Council.
Delaney se presentó por primera vez a la legislatura de Ontario en las elecciones provinciales de 1999, perdiendo ante el Partido Progresista Conservador de Ontario, por unos 9.000 votos. En 2003 Delaney volvería a presentar su candidatura, venciendo al líder del partido opositor, Nina Tangri, por 7000 votos.